# مؤشر دافعي الرشوة
مؤشر دافعي الرشوة ( BPI ) هو مقياس لمدى استعداد الشركات متعددة الجنسيات في دولة ما للانخراط في ممارسات تجارية فاسدة.  نشرت منظمة الشفافية الدولية أول مؤشر أداء مالي في 26 أكتوبر 1999، وآخر مؤشر في عام 2011.  وقال المتحدث باسم المنظمة شوبهام كوشيك إن المنظمة "قررت التوقف عن إجراء الاستطلاع بسبب مشاكل التمويل والتركيز على القضايا الأكثر انسجاماً مع أهدافنا الدعائية". 

## مؤشر دافعي الرشوة 2011

### المنهجية
عام 2011، صنّف مؤشر دافعي الرشوة 28 من الدول الرائدة في مجال التصدير من حيث احتمال لجوء شركاتها متعددة الجنسيات إلى الرشوة عند العمل في الخارج. احتُسب التصنيف بناءً على إجابات الشركات عن سؤالين في استطلاع رأي المديرين التنفيذيين أجراه المنتدى الاقتصادي العالمي.
السؤال الأول يسأل عن بلد المنشأ للشركات الأجنبية التي تنفّذ أغلب الأعمال التجارية في بلادها. السؤال الثاني هو: "من خلال تجربتك، إلى أي مدى تدفع الشركات في البلدان التي اخترتها مبالغ إضافية أو رشاوى غير موثّقة؟" تُعطى الإجابات على مقياس من 1 (الرشاوى شائعة أو حتى إلزامية) إلى 10 (الرشاوى غير معروفة).
تصنيف مؤشر دافعي الرشوة هو متوسط النتيجة، حيث تشير الدرجات الأعلى إلى انخفاض احتمال استخدام الرشوة.
وقد اختيرت الدول المستطلّعة باعتبارها الدول الرائدة في التصدير على المستوى الدولي أو الإقليمي. وقد مثلت صادراتها العالمية مجتمعة 75 في المائة من إجمالي الصادرات العالمية في عام 2006. البلدان التي دفعت رشاوى أقل لديها مؤشرات أداء رأسمالية أعلى.

### ترتيب الدول وفق مؤشر دافعي الرشوة لعام 2011
| الترتيب | الدولة\المقاطعة          | متوسط الدرجة |
| ------- | ------------------------ | ------------ |
| 1       | اليابان                  | 8.9          |
| 2       | هولندا                   | 8.8          |
| 2       | سويسرا                   | 8.8          |
| 4       | بلجيكا                   | 8.7          |
| 5       | ألمانيا                  | 8.6          |
| 6       | أستراليا                 | 8.5          |
| 6       | كندا                     | 8.4          |
| 8       | سنغافورة                 | 8.3          |
| 8       | المملكة المتحدة          | 8.3          |
| 10      | الولايات المتحدة         | 8.1          |
| 11      | فرنسا                    | 8.0          |
| 11      | إسبانيا                  | 8.0          |
| 13      | كوريا الجنوبية           | 7.9          |
| 14      | البرازيل                 | 7.7          |
| 15      | هونغ كونغ                | 7.6          |
| 15      | إيطاليا                  | 7.6          |
| 15      | ماليزيا                  | 7.6          |
| 15      | جنوب إفريقيا             | 7.6          |
| 19      | تايوان                   | 7.5          |
| 19      | الهند                    | 7.5          |
| 19      | تركيا                    | 7.5          |
| 22      | السعودية                 | 7.4          |
| 23      | الأرجنتين                | 7.3          |
| 23      | الإمارات العربية المتحدة | 7.3          |
| 25      | إندونيسيا                | 7.1          |
| 26      | المكسيك                  | 7.0          |
| 27      | الصين                    | 6.5          |
| 28      | روسيا                    | 6.1          |

## الحواشي
1. ↑  Baughn، Christopher؛ Bodie، Nancy L.؛ Buchanan، Mark A.؛ Bixby، Michael B. (2010). "Bribery in International Business Transactions". Journal of Business Ethics. ج. 92 ع. 1: 15–32. DOI:10.1007/s10551-009-0136-7. ISSN:0167-4544. JSTOR:25621541. S2CID:154833690. مؤرشف من الأصل في 2023-01-27.
2. ↑  "Bribe Payers Index 2011 - Publications". Transparency.org (بالإنجليزية). 2 Nov 2011. Archived from the original on 2025-03-22. Retrieved 2023-03-03.
3. ↑  Pentland, William. "World's Most Bribery-Prone Businesses". Forbes (بالإنجليزية). Archived from the original on 2025-04-26. Retrieved 2023-03-03.
4. ↑  "Old Wall Street Journal report about corruption in Malaysia recirculates online". Fact Check (بالإنجليزية). 26 Jul 2022. Archived from the original on 2023-09-30. Retrieved 2023-03-03.
5. ↑  "Archived Document". مؤرشف من الأصل في 2013-05-02. اطلع عليه بتاريخ 2015-01-15.